# ReIdolized (The Soundtrack to the Crimson Idol)
ReIdolized (The Soundtrack to the Crimson Idol) är ett album av det amerikanska heavy metal-bandet W.A.S.P. Det innehåller en återinspelning av albumet The Crimson Idol, DVD-filmen The Crimson Idol samt flera låtar som inte kom med på den ursprungliga utgåvan från 1992.

## Låtlista

### CD 1
1. "The Titanic Overture"
2. "The Invisible Boy"
3. "Arena Of Pleasure"
4. "Chainsaw Charlie (Murders In The New Morgue)"
5. "The Gypsy Meets The Boy"
6. "Michael's Song"
7. "Miss You"
8. "Doctor Rockter"

### CD 2
1. "I Am One"
2. "The Idol"
3. "Hold On To My Heart"
4. "Hey Mama"
5. "The Lost Boy"
6. "The Peace"
7. "Show Time"
8. "The Great Misconceptions Of Me"

### DVD/Blu-ray
1. The Crimson Idol Movie